# Josefa Puklová
Josefa Puklová (28. ledna 1878 Křeničná – 22. března 1962 Praha?) byla česká lékařka a feministka; jedna z prvních promovaných doktorek medicíny v Čechách. Roku 1920 se stala primářkou Ústavu pro choromyslné v Bohnicích a stala se tak první ženou-primářkou v Československu. Rovněž pak působila jako jedna prvních odborných lékařek se soukromou praxí.

## Život

### Mládí a studia
Narodila se v obci Křeničná u Chotilska nedaleko Příbrami v rodině Její rodiče byli advokátního koncipienta Josefa Pukla v Praze a Mathildy Puklové-Janouškové ze Žampachu. Rodina posléze žila v Praze. Měla starší sestru, pozdější operní pěvkyni Boženu Elšlégrovou-Puklovou. Po absolvování měšťanské školy začala studovat v Praze na nově otevřeném (1890) prvním soukromém dívčím gymnáziu ve střední Evropě Minerva, zde ji učila mj. Albína Honzáková či Marie Baborová. Po absolvování gymnázia začala studovat medicínu na české lékařské fakultě Karlo-Ferdinandovy univerzity v Praze. Až do roku 1900 docházely dívky na přednášky na hospitační studium (bez statutu řádné posluchačky); v roce 1900 bylo novým zákonem dívkám umožněno skládat zkoušky za celou dosavadní dobu studia.

### Lékařkou

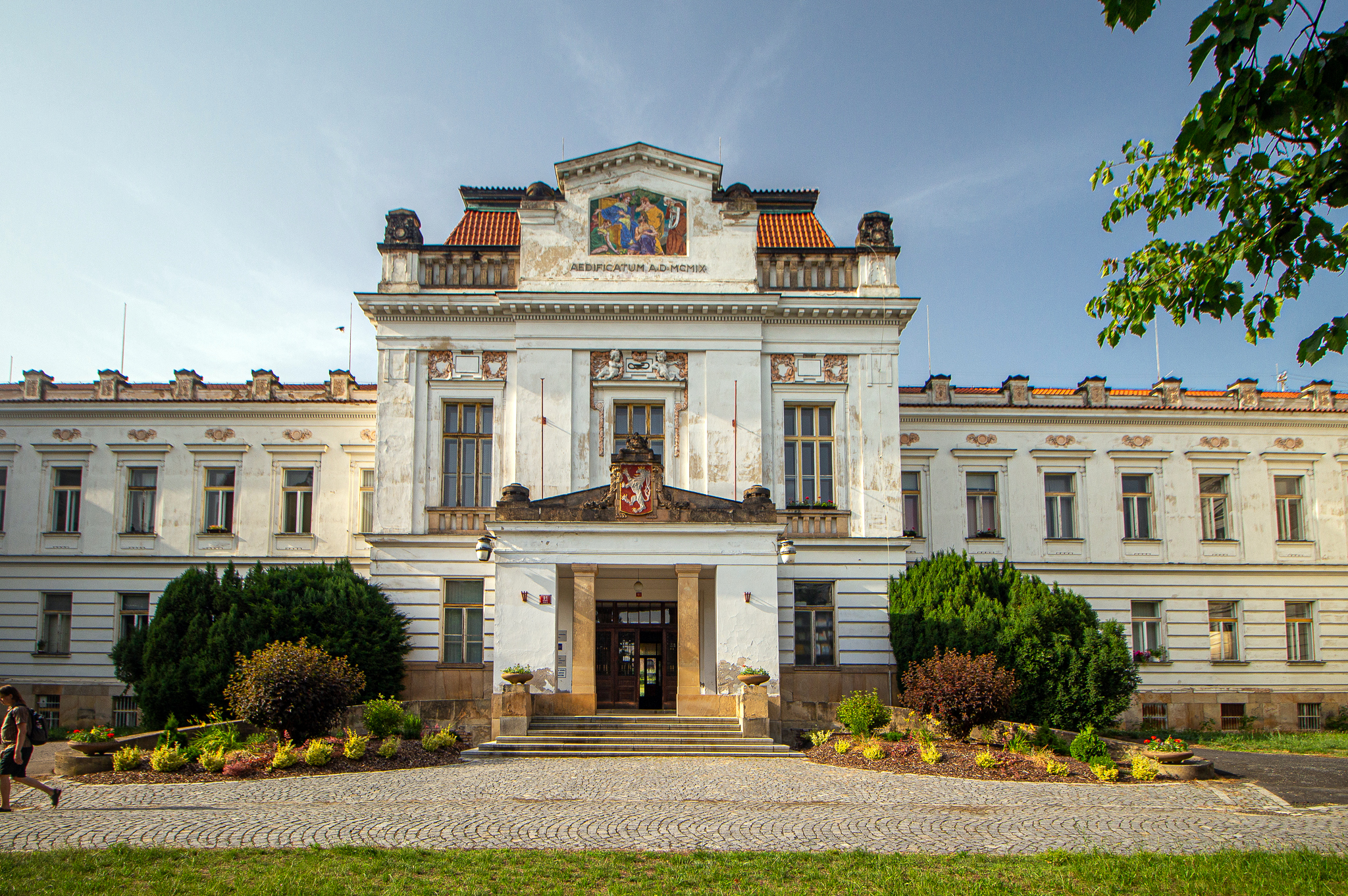
Administrativní budova bohnické psychiatrické nemocnice

25. května 1906 Josefa Puklová odpromovala a stala se tak teprve jednou z prvních v Čechách vystudovaných lékařek, medička Anna Honzáková zde titul získala teprve roku 1902. První dvě Češky, které se staly lékařkami ještě před ní (Bohuslava Kecková a Anna Bayerová), získaly titul doktorky medicíny mimo české území, na univerzitách ve Švýcarsku.
Následně byla v rámci atestace zaměstnána v celé řadě nemocnic v Praze: Thomayerova klinika, klinika v Hradci Králové, pražská gynekologická klinika Dr. Karla Pawlíka, v letech 1908 až 1910 pak působila jako sekundární lékařka v České dětské nemocnici. Opakovaně zažádala o zaměstnání v zemských zdravotnických ústavech, přičemž se dočkala obstrukcí a neochoty lékařů zaměstnávat na těchto pozicích ženy. Nakonec ji vyhověl přednosta psychiatrického sanatoria v Kroměříži Dr. Návrat. Po následném krátkém působení v Zemském ústavu pro choromyslné v Brně - Černovicích se Puklová nastoupila do Ústavu pro choromyslné v Bohnicích u Prahy.

### Primářkou
Po vzniku Československa roku 1918 byla od roku 1919 legislativně zakotvena rovnost pohlaví, což výrazně zlepšilo společenskou situaci žen v ČSR. I díky tomuto nařízení se Puklová roku 1920 mohla stát primářkou bohnického ústavu, jako vůbec první žena v Československu zastávající vedoucí odbornou pozici ve zdravotnickém zařízení. Posléze odsud odešla a zřídila si soukromou praxi. Roku 1937 odešla do penze.

### Úmrtí
Josefa Puklová zemřela 22. března 1962, pravděpodobně v Praze, ve věku 84 let.